# Max Rosenberg
Max J. Rosenberg (Bronx, Nova York, 13 de setembro de 1914 - Los Angeles, Califórnia, 14 de junho de 2004), foi um produtor de cinema norte-americano, cuja carreira se estendeu por seis décadas. Ficou particularmente conhecido por seus filmes sobrenaturais, obtendo êxito na Inglaterra.

## Biografia
Rosenberg nasceu no Bronx, Nova York, em uma família de judeus imigrantes. Em 1945, entrou para o negócio de filmes, tornando-se um distribuidor de filmes estrangeiros. Apesar de ter produzido principalmente horror ou filmes sobrenaturais, seu primeiro filme, Rock, Rock, rock (1956), era um musical. Seu parceiro na produção deste filme foi Milton Subotsky, com quem fundou a empresa britânica Amicus Productions, em 1962.
Ao longo de sua carreira, Rosenberg produziu mais de 50 filmes, embora o seu trabalho nem sempre tenha sido creditado. Entre os outros filmes de terror e sobrenatural que produziu há títulos como Tales from the crypt (1972), The land that time forgot (1975), e sua continuação, The people that time forgot (1977).
Rosenberg também produziu um filme infantil, Lad, the dog (1962), o primeiro do diretor Richard Lester It's Trad, Dad! (1962), e dois baseados no Dr. Who na série britânica de televisão de ficção científica: Dr. Who and the Daleks (1965) e Daleks – Invasion Earth: 2150 A.D. (1966). Se orgulhou de ter produzido o filme, de 1968, de Harold Pinter, The birthday party, estrelado por Robert Shaw, e dirigido por William Friedkin. Rosenberg continuou a trabalhar bem até seus 80 anos. Sua última produção foi Perdita Durango, em 1997. Morreu em Los Angeles, Califórnia, em 2004, com a idade de 89 anos.